# Cause for Conflict
Cause for Conflict (рус. Причина для конфликта) — седьмой студийный альбом немецкой трэш-метал группы Kreator, записанный на GUN Records. Был выпущен в 1995 году.
Состав коллектива претерпел значительные изменения, на альбоме впервые записывался новый басист, а также это единственный альбом с другим барабанщиком. Музыканты попытались вернуться к своему прежнему звучанию, но в результате альбом вышел в жанре техно-трэша и грув-метала, а вокальные партии исполнялись все в том же стиле, что и на предыдущем альбоме.

## Список композиций
Все тексты написаны Милле Петроцца, вся музыка написана группой Kreator.
| №                   | Название                                                                               | Длительность |
| ------------------- | -------------------------------------------------------------------------------------- | ------------ |
| 1.                  | «Prevail»                                                                              | 3:59         |
| 2.                  | «Catholic Despot»                                                                      | 3:23         |
| 3.                  | «Progressive Proletarians»                                                             | 3:24         |
| 4.                  | «Crisis of Disorder»                                                                   | 4:18         |
| 5.                  | «Hate Inside Your Head»                                                                | 3:38         |
| 6.                  | «Bomb Threat»                                                                          | 1:46         |
| 7.                  | «Men Without God»                                                                      | 3:45         |
| 8.                  | «Lost»                                                                                 | 3:35         |
| 9.                  | «Dogmatic»                                                                             | 1:27         |
| 10.                 | «Sculpture of Regret»                                                                  | 2:59         |
| 11.                 | «Celestial Deliverance»                                                                | 3:14         |
| 12.                 | «Isolation» (песня заканчивается на 4:15. На 8:41 начинается безымянный скрытый трек.) | 11:55        |
| Общая длительность: | Общая длительность:                                                                    | 47:23        |

| №   | Название                                                 | Длительность |
| --- | -------------------------------------------------------- | ------------ |
| 12. | «State Oppression» (Кавер-версия песни группы Raw Power) | 1:39         |

## В записи участвовали
- Милле Петроцца — гитара, вокал
- Фрэнк Годжик — гитара
- Кристиан Гиcлер — бас-гитара
- Джо Канделоси — ударные

## Позиции в хит-парадах
| Чарт               | Место |
| ------------------ | ----- |
| Ultratop 50 albums | 50    |
| German Album Chart | 48    |